# Комбинированная лицензия на строительство и эксплуатацию
Комбинированная лицензия на строительство и эксплуатацию (Combined Construction and Operating License, Regulatory Guide 1.206, COL) —  процесс лицензирования новых атомных электростанций в Соединенных Штатах, заменил ранее существовавший документ Draft Regulatory Guide 1145. Это часть более нового «оптимизированного» процесса, который поощряет стандартные конструкции установок и предотвращает задержки в работе, которые способствовали консервации многих установок с 1980-х годов. «Комбинированная лицензия разрешает строительство и условную эксплуатацию атомной электростанции. Заявка на комбинированную лицензию должна содержать по существу ту же информацию, которая требуется в заявке на лицензию на эксплуатацию, выданную в соответствии с 10 CFR Part 50, включая финансовую и антимонопольную информацию и оценку потребности в энергии. В заявке также должны быть описаны проверки, испытания, анализы и критерии приемки (inspections, tests, analyses, and acceptance criteria, ITAAC), которые необходимы для обеспечения надлежащего процесса строительства и безопасной работы». 
Ранее процесс лицензирования состоял из двух этапов: разрешения на строительство и лицензия на эксплуатацию, каждый из которых требовал подачи и рассмотрения отдельной заявки.  
COL может ссылаться на Раннее разрешение на строительство (ESP), стандартную сертификацию проекта (DC), а также на то и другое или ни на что из перечисленного. ESP относится к месту, на котором будет построена установка, а DC описывает конструкцию реактора. COL должна содержать информацию, содержащейся в ESP или DC, если она не ссылается на них. 
Всего было выдано семь COL (одна заявка  находится на стадии рассмотрения), пять ESP (одна заявка на стадии рассмотрения), шесть Сертификатов на разработку (Design Certification) (один находится на рассмотрении возобновления, три на стадии рассмотрения). 